# Synagogenbezirk Düren
Der Synagogenbezirk Düren mit Sitz in Düren, einer Stadt im Kreis Düren in Nordrhein-Westfalen, war ein Synagogenbezirk, der nach dem Preußischen Judengesetz von 1847 geschaffen wurde. 
Dem 1855 gegründeten Synagogenbezirk gehörten alle Juden im damaligen Kreis Düren an.